# Chauvency-Saint-Hubert
Chauvency-Saint-Hubert település Franciaországban, Meuse megyében. Lakosainak száma 216 fő (2022. január 1.). Chauvency-Saint-Hubert Bièvres, Chauvency-le-Château, Brouennes és Thonne-le-Thil községekkel határos.

## Népesség
A település népességének változása:
| Lakosok száma | 299  | 222  | 223  | 238  | 255  | 259  | 239  | 226  | 224  | 216  |
|               | 1968 | 1982 | 1990 | 2006 | 2013 | 2015 | 2017 | 2019 | 2020 | 2022 |